# ミネハハ (歌手)
ミネハハは、日本の歌手。本名・松木美音（まつき・みね）。神奈川県横須賀市出身。血液型はAB型。

## 人物
松木康夫と禮子との間に神奈川県横須賀で生まれる。3歳よりピアノを始め、8歳で教会の少女合唱団に入団。
清泉小学校、清泉女学院中学高等学校、フェリス女学院短期大学音楽科声楽専攻卒業。
1974年頃から松木美音（まつき みね）名義でスタジオミュージシャンのコーラス、ヴォーカルとして、3000曲以上のCMソングを歌い「CMソングの女王」と呼ばれる。
また1983年から1984年にかけて放送されたテレビアニメ番組『機甲創世記モスピーダ』（フジテレビ）ではイエロー役の声優・歌手を担当している。
アフリカを一人旅したことをきっかけに自分の歌を歌おうと決意し、CMソングの仕事をすべて断り、1994年にソロ歌手MINEHAHA（ミネハハ）としてデビュー。ミネハハの名は北米アメリカ原住民のダコタ族の酋長の娘の名前に由来する（ミネは水、ハハは微笑みの意味）とヘンリー・ワズワース・ロングフェローの「ハイアワサの歌」に書いてあるが、実は単に水の滝という意味（MINE：水）（HAHA：滝）。2008年9月、アメリカ原住民の聖地デビルスタワーにて、大酋長アーヴォル・ルッキングホースより正式に授与された。
年間100本を超えるコンサート活動の傍ら、レコード会社には所属せず自費出版で17枚のシングルCD、20枚のアルバムCDをリリースしている。

## 主なCMソング
- 江崎グリコ「グリコ♪」
- えひめ飲料「ポンジュース♪」
- 富士フイルム「フジカラーで写そ!♪」
- 久月「人形の久月♪」
- 小林製薬「ブルーレットおくだけ♪」
- ヤマト運輸「クロネコヤマトの宅急便♪」
- 石井食品「イシイのおべんとクンミートボール♪」
- 東海旅客鉄道「JR東海♪」
- セイコーエプソン「カラーリオ♪」
- コロナ「コロナ♪」
- サッポロ一番塩らーめん・サッポロ一番みそラーメン
- ロッテコアラのマーチ
- コーヒーギフトはAGF（味の素AGF）
- 夏の元気なご挨拶 日清サラダ油セット(日清オイリオ)
- タイガーマイコンジャー炊きたて
- シャディは一冊の百貨店
- アリエール
- ソフラン
- ドモホルンリンクル
- イオナ
- JR西日本
- ミスタードーナツ
- モランボンジャン
- さくらや
- クリナップの流し台
- 味なことをやるマクドナルド
- 石丸電気
- コスモ石油
- 花王のバブ
- さくらや
- カルビー
- 旭化成

## シングルCD
- 太陽の翼
- 宇宙（そら）の約束
- こどもたちへ
- 生命のこもりうた
- 珊瑚礁
- 千の風になって
- 尊く愛し
- ありがとう地球
- 誰より愛しい人
- 宇宙からラブレター
- 一粒の愛の種を
- オオムラサキの杜
- Amazing Grace
- 天地をつなぐ物語
- ひとつ
- いただきます…ごちそうさま
- The Rose

## アルバム
- 響 hibiki
- 誰より愛しい人
- 魂のしらべ/松木美音名義
- Nano Voice
- Sofian Smile
- 花歌
- 想い出万華鏡
- 水のほほえみ
- しあわせになりますように
- 夢ごこち
- わたしの体にありがとう
- MINEHAHA
- 千人歌「いのちの花」
- 千人歌「Cocoro」
- 千人歌「AURORA～夜明け～」
- 千人歌「みらい」
- 千人歌「なつかしま」
- 美しい日本の四季
- 故郷を歌に（春夏版）
- 故郷を歌に（秋冬版）

## コーラス参加
- Never Be Again To Me（歌：石井一孝/「Heart & Soul Cafe」収録）

## 著書
- 詩集：水のほほえみ